# Пролетарка (Ростовская область)

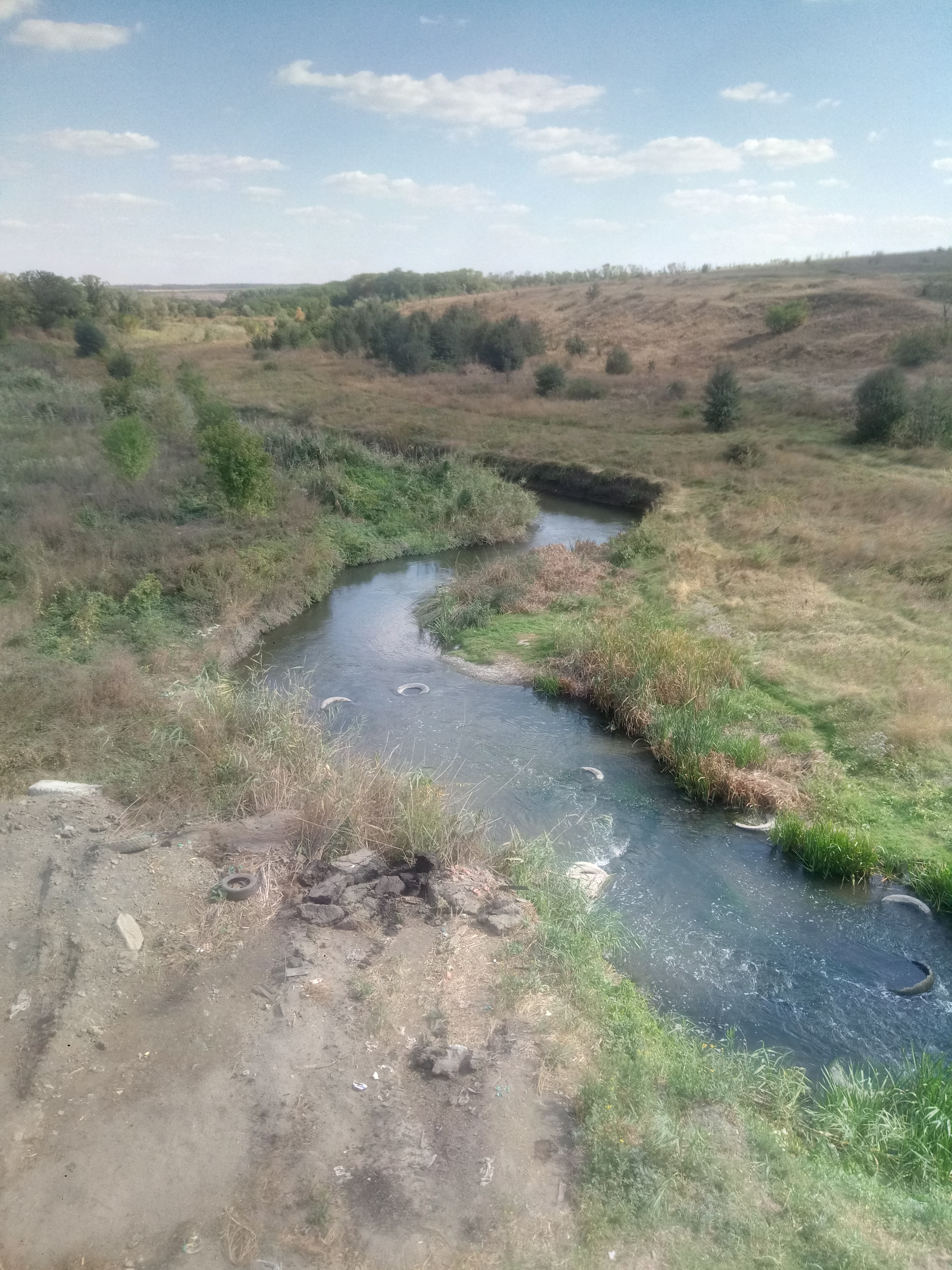
Кундрючья на окраине Пролетарки

Пролета́рка — хутор в Красносулинском районе Ростовской области.
Административный центр Пролетарского сельского поселения.

## География
Хутор находится на правом берегу реки Кундрючья, по восточной окраине проходит трасса М-4 «Дон».

## История
В 1914 году — хутор Александровско-Кундрюческий Новочеркасской станицы Области Войска Донского.

## Население
| 2010 |
| ---- |
| 1026 |

## Улицы
| - ул. Александровская, - пер. Балочный, - ул. Заречная, - ул. Зелёная, - пер. Колодезный, - пер. Комсомольский, | - ул. Мира, - ул. Молодёжная, - пер. Мостовой, - ул. Набережная, - ул. Победы, - ул. Садовая, | - ул. Советская, - пер. Степной, - пер. Трудовой, - пер. Центральный, - пер. Школьный. |

## Известные уроженцы
- Борщёв, Семён Николаевич (1905—1975) — советский военачальник, генерал-лейтенант.